# Diplonevra epinephele
Diplonevra epinephele är en tvåvingeart som beskrevs av Rudolf Beyer 1965. Diplonevra epinephele ingår i släktet Diplonevra och familjen puckelflugor. Inga underarter finns listade i Catalogue of Life.